# 1989–1990-es kupagyőztesek Európa-kupája
A KEK 1989–1990-es szezonja volt a kupa jubileumi, 30. kiírása. A győztes az UC Sampdoria lett, miután a döntőben hosszabbítás után 2–0-ra legyőzte az RSC Anderlecht együttesét. Érdekesség, hogy a Sampdoria az előző szezonban is eljutott a döntőig, ám akkor 2–0-s vereséget szenvedett az FC Barcelona csapatától.

## Selejtező
| 1. csapat       | Össz. | 2. csapat        | 1. mérk. | 2. mérk. |
| --------------- | ----- | ---------------- | -------- | -------- |
| Csernomorec 919 | 3–5   | KS Dinamo Tirana | 3–1      | 0–4      |

## Első forduló
| 1. csapat                 | Össz.     | 2. csapat               | 1. mérk. | 2. mérk.   |
| ------------------------- | --------- | ----------------------- | -------- | ---------- |
| Real Valladolid           | 6–0       | Hamrun Spartans FC      | 5–0      | 1–0        |
| US Luxembourg             | 0–5       | Djurgårdens IF          | 0–0      | 0–5        |
| CF Os Belenenses          | 1–4       | AS Monaco FC            | 1–1      | 0–3        |
| Valur                     | 2–4       | Dynamo Berlin           | 1–2      | 1–2        |
| Beşiktaş JK               | 1–3       | Borussia Dortmund       | 0–1      | 1–2        |
| SK Brann                  | 0–3       | UC Sampdoria            | 0–2      | 0–1        |
| FK Torpedo Moszkva        | 6–0       | Cork City FC            | 5–0      | 1–0        |
| ŠK Slovan Bratislava      | 3–4       | Grasshopper-Club Zürich | 3–0      | 0–4 (h.u.) |
| RSC Anderlecht            | 10–0      | Ballymena United FC     | 6–0      | 4–0        |
| FC Barcelona              | 2–1       | KP Legia Warszawa       | 1–1      | 1–0        |
| VfB Admira Wacker Mödling | 3–1       | AEL                     | 3–0      | 0–1        |
| Ferencvárosi TC           | 6–2       | FC Haka                 | 5–1      | 1–1        |
| Panathinaikósz            | 6–5       | Swansea City FC         | 3–2      | 3–3        |
| KS Dinamo Tirana          | 1–2       | FC Dinamo Bucureşti     | 1–0      | 0–2        |
| FC Groningen              | 3–1       | Ikast fS                | 1–0      | 2–1        |
| FK Partizan               | 6–6 (ig.) | Celtic FC               | 2–1      | 4–5        |

## Második forduló
| 1. csapat                 | Össz.     | 2. csapat               | 1. mérk. | 2. mérk.   |
| ------------------------- | --------- | ----------------------- | -------- | ---------- |
| Real Valladolid           | 4–2       | Djurgårdens IF          | 2–0      | 2–2        |
| AS Monaco FC              | 1–1 (ig.) | Dynamo Berlin           | 0–0      | 1–1 (h.u.) |
| Borussia Dortmund         | 1–3       | UC Sampdoria            | 1–1      | 0–2        |
| FK Torpedo Moszkva        | 1–4       | Grasshopper-Club Zürich | 1–1      | 0–3        |
| RSC Anderlecht            | 3–2       | FC Barcelona            | 2–0      | 1–2 (h.u.) |
| VfB Admira Wacker Mödling | 2–0       | Ferencvárosi TC         | 1–0      | 1–0        |
| Panathinaikósz            | 1–8       | FC Dinamo Bucureşti     | 0–2      | 1–6        |
| FC Groningen              | 5–6       | FK Partizan             | 4–3      | 1–3        |

## Negyeddöntő
| 1. csapat           | Össz.                 | 2. csapat                 | 1. mérk. | 2. mérk.   |
| ------------------- | --------------------- | ------------------------- | -------- | ---------- |
| Real Valladolid     | 0–0 (11-esekkel: 1–3) | AS Monaco FC              | 0–0      | 0–0 (h.u.) |
| UC Sampdoria        | 4–1                   | Grasshopper-Club Zürich   | 2–0      | 2–1        |
| RSC Anderlecht      | 3–1                   | VfB Admira Wacker Mödling | 2–0      | 1–1        |
| FC Dinamo Bucureşti | 4–1                   | FK Partizan               | 2–1      | 2–0        |

## Elődöntő
| 1. csapat      | Össz. | 2. csapat           | 1. mérk. | 2. mérk. |
| -------------- | ----- | ------------------- | -------- | -------- |
| AS Monaco FC   | 2–4   | UC Sampdoria        | 2–2      | 0–2      |
| RSC Anderlecht | 2–0   | FC Dinamo Bucureşti | 1–0      | 1–0      |

## Döntő
| 1990. május 9. 20:15 |

| Sampdoria        | 2–0 (h. u.)     | Anderlecht |
| ---------------- | --------------- | ---------- |
| Vialli 105' 107' | (0–0, 0–0, 1–0) |            |

| Nya Ullevi, Göteborg Nézőszám: 20 103 Játékvezető: Bruno Galler (svájci) |

| Az 1989–1990-es kupagyőztesek Európa-kupája győztese |
| ---------------------------------------------------- |
| UC Sampdoria 1. cím                                  |